# Hohneck
Lo Hohneck è il terzo rilievo per altezza della catena montuosa dei Vosgi.

## Geografia

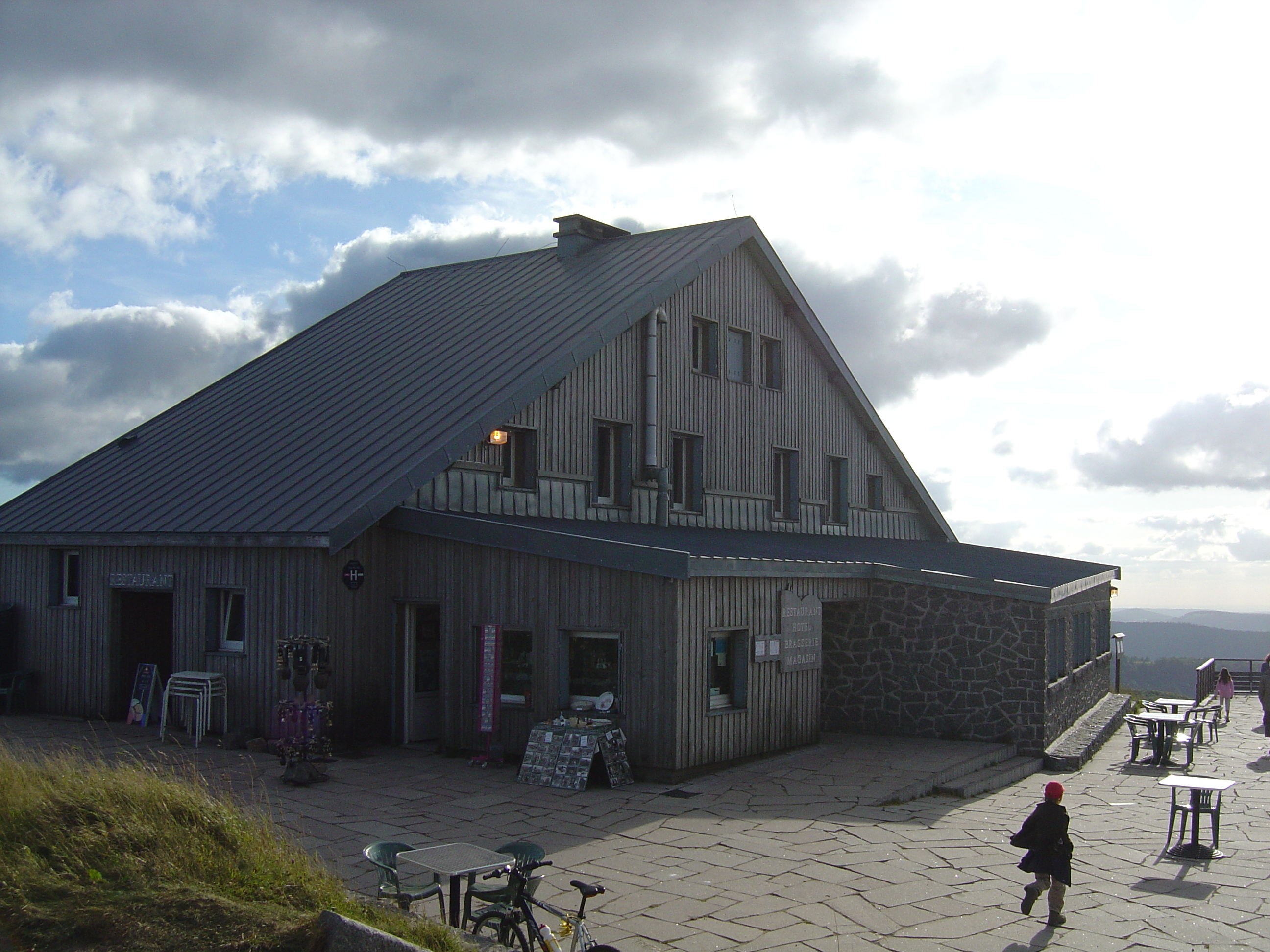
Lo chalet-ristorante sulla cima dello Hohneck

La montagna è ripartita fra tre comuni francesi: La Bresse (dip. dei Vosgi), Metzeral (dip. Alto Reno) e Stosswihr (dip. Alto Reno).
Una montagna di 1.289 metri, collocata a 1.5 km in direzione est rispetto allo Hohneck, è chiamata Petit Hohneck (cioè Piccolo Hohneck). Lo Hohneck è il punto più alto della regione francese della Lorena. Sulla sua cima c'è un rifugio alpino chiaramente visibile nella distanza e, vicino alla montagna, c'è una stazione sciistica chiamata La Bresse Hohneck.

## Storia

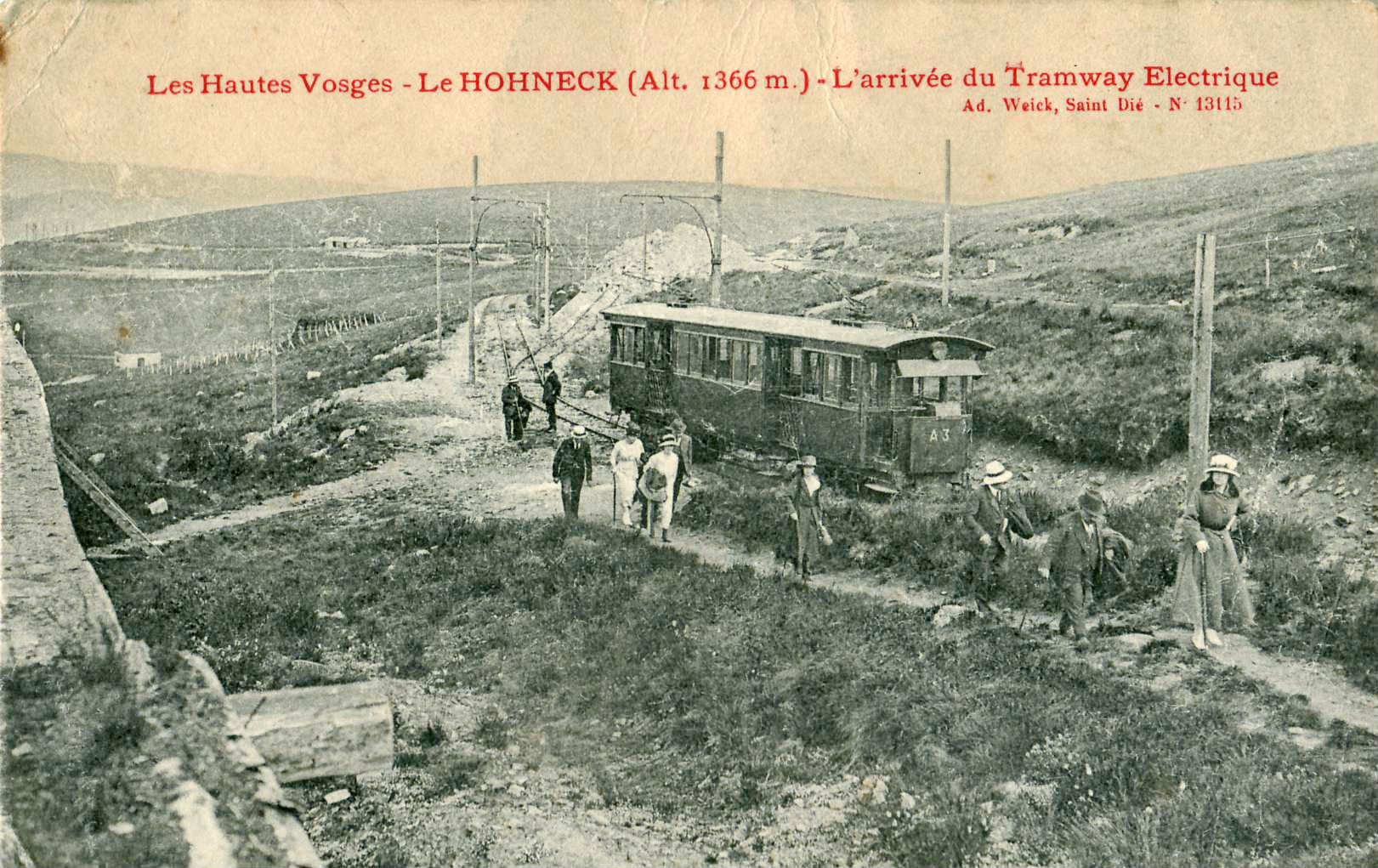
La stazione del tramway di Gérardmer sullo Hohneck.

Fino al XIX secolo l'area dello Hohneck fu la principale via di connessione tra Gérardmer e Munster, cioè prima della apertura della strada del col de la Schlucht.
Non molto distante dalla cima furono ritrovate rovine che risalgono al periodo della Guerra dei Trent'anni e che furono nuovamente usate nel periodo delle campagne belliche di Napoleone.
Una linea di tram proveniente da Gérardmer operò tra il 25 Luglio del 1897 e il 28 Agosto del 1939.
Dal fianco alsaziano della montagna una Ferrovia a cremagliera raggiunse lo Hohnek partendo da Munster attraverso il col de la Schlucht tra l'anno 1907 e l'anno 1914.

## Accesso alla cima

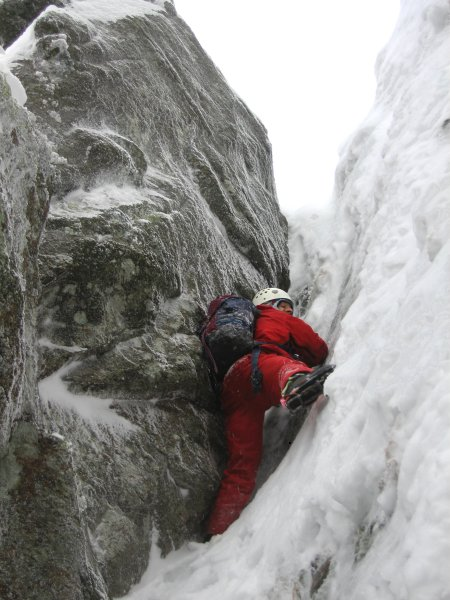
Alpinismo invernale sulla parete settentrionale.

La famosa Route des Crêtes (cioè Strada delle Creste) transita non lontano dalla cima della montagna, la quale può essere raggiunta con una piccola strada asfaltata.
In una giornata chiara dalla cima dello Hohneck è possibile scorgere non solo la intera catena montuosa dei Vosgi, ma anche la Foresta Nera, le montagne del Giura, una grande parte delle Alpi Svizzere e, a grande distanza, il Monte Bianco.